# فدون گیزیکیس
فدون گیزیکیس (یونانی: Φαίδων Γκιζίκης؛ ۱۶ ژوئن ۱۹۱۷ – ۲۷ ژوئیهٔ ۱۹۹۹) یک سیاست‌مدار و نظامی اهل یونان بود.